# Steuererstattungsanspruch
Der Steuererstattungsanspruch ist ein öffentlich-rechtlicher Erstattungsanspruch, der einem Steuerpflichtigen oder Steuergläubiger dadurch erwächst, dass eine Leistung aus dem Steuerschuldverhältnis ohne rechtlichen Grund erfolgt ist oder der Grund hierfür später wegfällt. Gesetzlich geregelt ist der Anspruch für Steuern, Steuervergütungen, Haftungsbeträge und steuerliche Nebenleistungen in § 37 Abs. 2 AO.
Eine Zahlung ist ohne rechtlichen Grund geleistet, wenn sie den materiell-rechtlichen Anspruch übersteigt. § 37 Abs. 2 Satz 1 AO gilt sowohl für den Erstattungsanspruch des Steuerpflichtigen gegen das Finanzamt als auch für den umgekehrten Fall der Rückforderung einer an den Steuerpflichtigen oder einen Dritten rechtsgrundlos geleisteten Steuererstattung durch das Finanzamt.